# RusAir
RusAir – rosyjska linia lotnicza z siedzibą w Moskwie. Linie oferują przewozy czarterowe, pasażerskie oraz biznesowe w zachodniej Rosji oraz wschodniej Europie. Głównym portem lotniczym jest port lotniczy Moskwa-Szeremietiewo.

## Historia
Linie lotnicze RusAir powstały 30 listopada 1994.

## Flota
Stan na 2011 rok.

## Katastrofy i wypadki lotnicze
- 20 czerwca 2011 – Katastrofa lotu RusAir 9605, Tu-134-A3[1] lecący z Moskwy do Pietrozawodska rozbiła się podczas lądowania na lotnisku w Pietrozawodsku. Zginęło 47 osób.